# ペックワックナメイコスクワスクウェイピンウェイック湖

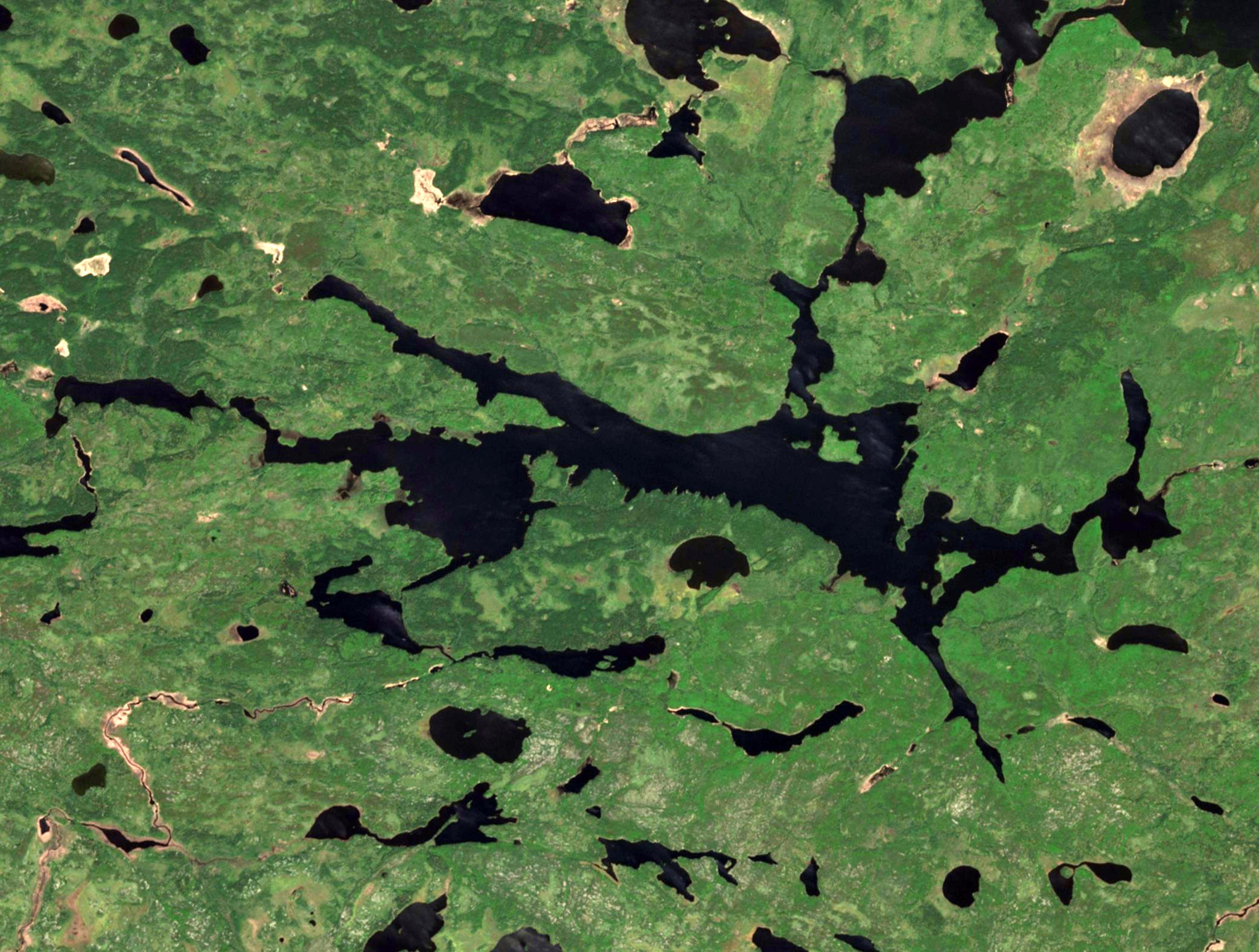
上空から見たペックワックナメイコスクワスクウェイピンウェイック湖（Sentinel-2撮影、2022年）

ペックワックナメイコスクワスクウェイピンウェイック湖（ペックワックナメイコスクワスクウェイピンウェイックこ、Pekwachnamaykoskwaskwaypinwanik Lake）は、カナダ・マニトバ州に存在する湖。
アルファベットだと31文字で、カナダで最も長い地名である。

## 概要
レッド・サッカー・レイク（英語版）のすぐ近くに位置する。

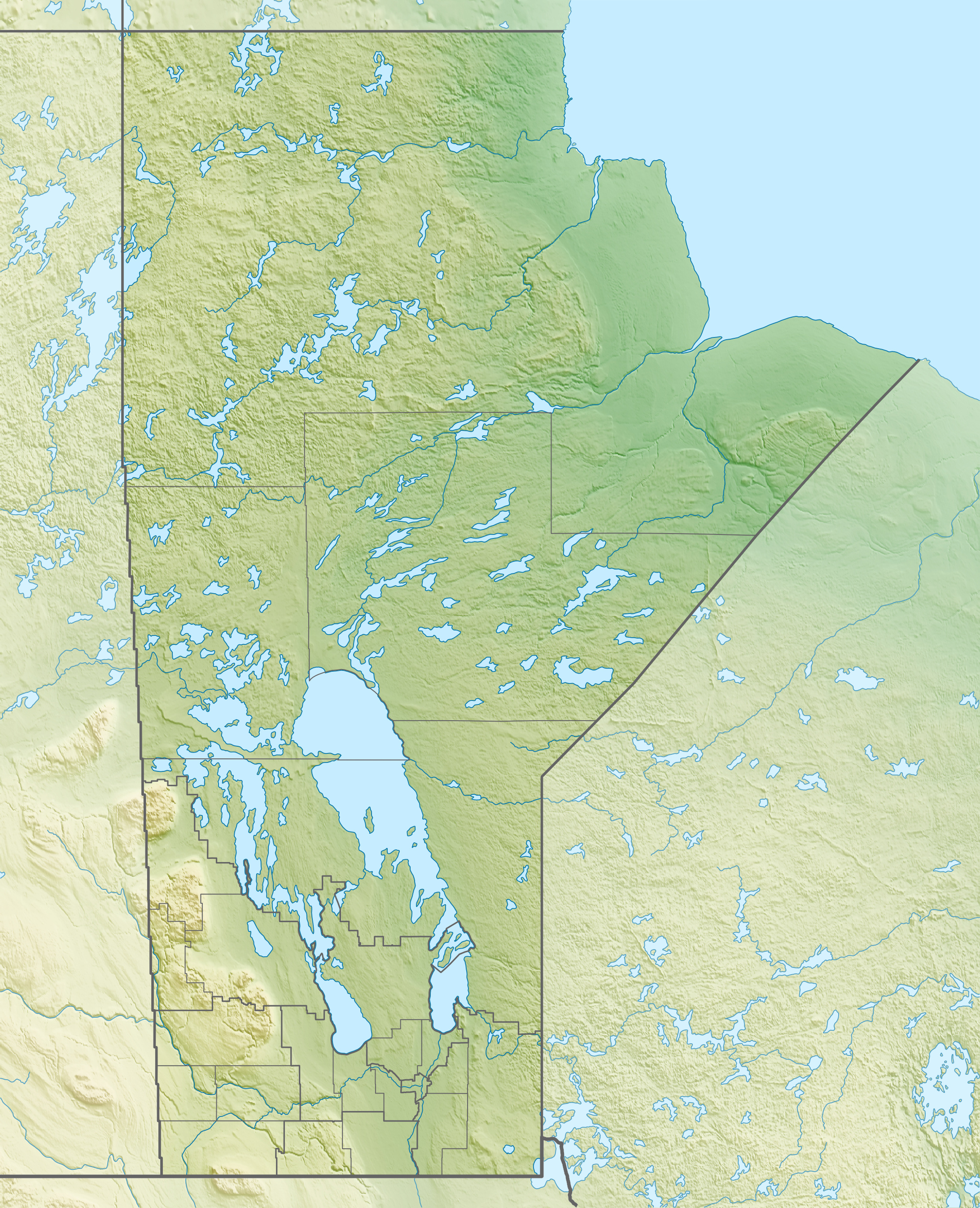
マニトバ州の全域

面積は約7.7km、幅は約600mである。